# Setge de Montsó (1089)
El setge de Montsó fou una de les batalles de la Reconquesta.

## Antecedents
Després de la derrota a la batalla de Graus la primavera de 1063 en la qual va morir Ramir I d'Aragó, el seu fill Sanç I d'Aragó i Pamplona va continuar amb els atacs a la Taifa de Saragossa per eixamplar els seus dominis. La ciutat de Barbastre fou conquerida el 1064 amb l'ajut normand i d'Ermengol III d'Urgell, a qui va concedir la ciutat. Dos anys més tard, Àhmad ibn Sulayman al-Múqtadir va reconquerir la ciutat, i en aquesta nova batalla, Ermengol III va morir.

## El setge
La ciutat va caure el 24 de juny de 1089 a mans de Pere de Ribagorça.

## Conseqüències
Pere de Ribagorça es va establir a Montsó, com a rei de Montsó en 1092, per consolidar les fronteres del seu territori.